# Dichapetalum dewevrei
Dichapetalum dewevrei är en tvåhjärtbladig växtart som beskrevs av De Wild. och Th. Dur.. Dichapetalum dewevrei ingår i släktet Dichapetalum och familjen Dichapetalaceae. Utöver nominatformen finns också underarten D. d. klaineanum.